# White House Correspondents’ Association

Logo der WHCA

Die White House Correspondents’ Association (WHCA) ist die Vereinigung des White House Press Corps, also der Journalisten, die über das Weiße Haus und den US-Präsidenten berichten.

## Geschichte
Die WHCA wurde am 25. Februar 1914 von Journalisten gegründet als Reaktion auf ein unbegründetes Gerücht, demzufolge ein Ausschuss des United States Congress auswählen solle, welche Journalisten die Pressekonferenzen von Präsident Woodrow Wilson besuchen dürften.
Die WHCA arbeitet unabhängig vom Weißen Haus. Zu den Aufgaben der WHCA gehört der Akkreditierungsprozess, Kontakt zum Präsidenten sowie die Sitzordnung und die Ausstattung der Räume im Weißen Haus, in denen die Pressekonferenzen stattfinden. Der US-Präsident Donald Trump entschied zu Beginn seiner zweiten Amtszeit im Februar 2025, der WHCA dieses Recht zu nehmen und selbst zu entscheiden, welche Journalisten zum Pressepool zugelassen werden. Es gab keinerlei Gespräche mit dem WHCA vor dieser Entscheidung. Der gesamte Vorgang wurde vom WHCA kritisiert, unter anderem mit der Aussage, dass es in einem freien Land der Regierung nicht zustehe, selbst zu entscheiden, wer zum beobachtenden Pressepool gehöre. Der White House-Chefkorrespondent der New York Times, Peter Baker, der auch in Moskau gearbeitet hat, sagte, dass ihn dieses Verhalten an Vorgänge in der Frühzeit des Putin-Regimes erinnere.

## Leitung
Die WHCA wählt einmal pro Jahr aus den Reihen ihrer Mitglieder vier Vorstände und fünf Aufsichtsräte.
- Vorstände 2014–2015[2]
  - Präsident: Christi Parsons, Tribune Company
  - Vizepräsident: Carol Lee, Wall Street Journal
  - Schriftführer: Scott Horsley, [NPR Radio]
  - Schatzmeister: Margaret Talev, Bloomberg News

- 2013–2014 Aufsichtsräte
  - Major Garrett, [CBS News, TV]
  - Olivier Knox, [Yahoo! News, Zeitschriften]
  - Doug Mills, [New York Times, Foto]
  - Todd Gillman, [Dallas Morning News, Zeitung]
  - Jeff Mason, [Reuters, at large]
  - George Lehner, [Pepper Hamilton]
  - Steven Thomma, [McClatchy; emeritus]

## White House Correspondents’ Dinner
Seit 1920 veranstaltet die WHCA ein Dinner, das zu einer Tradition geworden ist und üblicherweise in Anwesenheit des US-Präsidenten und seines Vizepräsidenten stattfindet. Seit Calvin Coolidge 1924 haben 15 US-Präsidenten mindestens ein WHCA-Dinner besucht. Es findet im Washington Hilton statt, jeweils am Abend des letzten April-Samstags, in den entsprechenden Jahren also ca. 100 Tage nach der Amtseinführung eines US-Präsidenten.
Obwohl auch Frauen Mitglieder waren, durften bis 1962 nur Männer am Dinner teilnehmen. Es war Helen Thomas, die Präsident John F. Kennedy bedrängte, seine Teilnahme am Dinner davon abhängig zu machen, dass auch Frauen zugelassen würden.
Seit 1983 ist der Hauptredner üblicherweise ein Comedian, der den Präsidenten und dessen Regierung in die Pfanne haut.
Das Dinner ist eine Benefiz-Veranstaltung, um begabten Journalismus-Studenten ein Stipendium zu ermöglichen.
Ausgefallen sind die Dinners 1930 (Tod des ehem. Präsidenten William Howard Taft); 1942 nach dem Eintritt der USA in den Zweiten Weltkrieg; 1951 wegen „ungewisser Weltlage“ (so Präsident Harry S. Truman), sowie wegen der COVID-19-Pandemie 2020 und 2021.
1981 konnte Ronald Reagan nicht an dem Dinner teilnehmen, weil er nach dem Attentat auf ihn die Amtsgeschäfte noch nicht wieder voll aufgenommen hatte. Er übermittelte Grüße per Telefon. Donald Trump gab während seiner Präsidentschaft am 25. Februar 2017 per Twitter bekannt, das Dinner im Jahre 2017 nicht zu besuchen, er fuhr stattdessen nach Harrisburg, um vor Anhängern eine Rede zu halten. Auch 2018 nahm Trump nicht am Dinner teil und hielt stattdessen eine Veranstaltung in Michigan ab. Der Präsident erklärte hierzu, er wolle nicht mit Vertretern der Fake News in einem Raum feststecken. In seiner Abwesenheit führte der Auftritt der Komikerin Michelle Wolf schon im Vorfeld zu medialer Aufmerksamkeit.

## Preise und Auszeichnungen

### The Merriman Smith Memorial Award
Verliehen für herausragende Berichterstattung.
| Jahr | Preisträger                                                     | Auszeichnung | Medium                    | Anm.              |
| ---- | --------------------------------------------------------------- | ------------ | ------------------------- | ----------------- |
| 2000 | Gary Nurenberg                                                  | Broadcast    | KTLA-Tribune Broadcasting | [ 11 ]            |
| 2000 | Jodi Enda                                                       | Print        | Knight-Ridder Newspapers  | [ 11 ]            |
| 2001 | Jim Angle                                                       | Broadcast    | Fox News Channel          | [ 12 ]            |
| 2001 | Sandra Sobieraj                                                 | Print        | Associated Press          | [ 12 ]            |
| 2002 | Peter Maer                                                      | Broadcast    | CBS News                  | [ 13 ]            |
| 2002 | Ron Fournier                                                    | Print        | Associated Press          | [ 13 ]            |
| 2003 | Jim Angle                                                       | Broadcast    | Fox News Channel          | [ 14 ]            |
| 2003 | David Sanger                                                    | Print        | The New York Times        | [ 14 ]            |
| 2004 | Mike Allen                                                      | Print        | The Washington Post       | [ 15 ]            |
| 2005 | Ron Fournier                                                    | Print        | Associated Press          | [ 16 ]            |
| 2005 | Jackie Calmes                                                   | Print        | The Wall Street Journal   | lobende Erwähnung |
| 2006 | Terry Moran                                                     | Broadcast    | ABC News                  | [ 17 ]            |
| 2006 | Deb Riechmann                                                   | Print        | Associated Press          | [ 17 ]            |
| 2007 | Martha Raddatz                                                  | Broadcast    | ABC News                  | [ 18 ]            |
| 2007 | David Sanger                                                    | Print        | The New York Times        | [ 18 ]            |
| 2008 | Ed Henry                                                        | Broadcast    | CNN                       | [ 19 ]            |
| 2008 | Deb Riechmann                                                   | Print        | Associated Press          | [ 19 ]            |
| 2009 | David Greene                                                    | Broadcast    | NPR                       | [ 20 ]            |
| 2009 | Sandra Sobieraj Westfall                                        | Print        | People magazine           | [ 20 ]            |
| 2010 | Jake Tapper                                                     | Broadcast    | ABC News                  | [ 21 ]            |
| 2010 | Ben Feller                                                      | Print        | Associated Press          | [ 21 ]            |
| 2011 | Jake Tapper                                                     | Broadcast    | ABC News                  | [ 22 ]            |
| 2011 | Dan Balz                                                        | Print        | The Washington Post       | [ 22 ]            |
| 2012 | Jake Tapper                                                     | Broadcast    | ABC News                  | [ 23 ]            |
| 2012 | Glenn Thrush, Carrie Budoff Brown, Manu Raju und John Bresnahan | Print        | Politico                  | [ 23 ]            |

### The Aldo Beckman Memorial Award
Verliehen für herausragenden Journalismus.
| Jahr | Preisträger        | Medium                   | Anm.   |
| ---- | ------------------ | ------------------------ | ------ |
| 2000 | Jeanne Cummings    | The Wall Street Journal  | [ 11 ] |
| 2001 | Steve Thomma       | Knight Ridder            | [ 12 ] |
| 2002 | Anne E. Kornblut   | The Boston Globe         | [ 13 ] |
| 2003 | Dana Milbank       | The Washington Post      | [ 14 ] |
| 2004 | David Sanger       | The New York Times       | [ 15 ] |
| 2005 | Susan Page         | USA Today                | [ 16 ] |
| 2006 | Carl Cannon        | National Journal         | [ 17 ] |
| 2007 | Kenneth T. Walsh   | U.S. News & World Report | [ 18 ] |
| 2008 | Alexis Simendinger | National Journal         | [ 19 ] |
| 2009 | Michael Abramowitz | The Washington Post      | [ 20 ] |
| 2010 | Mark Knoller       | CBS News                 | [ 21 ] |
| 2011 | Peter Baker        | The New York Times       | [ 22 ] |
| 2012 | Scott Wilson       | The Washington Post      | [ 23 ] |

### The Edgar A. Poe Memorial Award
Verliehen für einen herausragenden Beitrag von nationaler oder regionaler Bedeutung.
| Jahr | Preisträger                                                   | Medium                          | Anm.              |
| ---- | ------------------------------------------------------------- | ------------------------------- | ----------------- |
| 2000 | Sam Roe                                                       | The Toledo Blade                | [ 11 ]            |
| 2001 | Elizabeth Marchak, Dave Davis und Joan Mazzolini              | The Plain Dealer                | [ 12 ]            |
| 2001 | John Barry und Evan Thomas                                    | Newsweek                        | lobende Erwähnung |
| 2001 | David Pace                                                    | Associated Press                | lobende Erwähnung |
| 2002 | Evan Thomas und Mark Hosenball, & Martha Brant und Roy Gutman | Newsweek                        | [ 13 ]            |
| 2002 | Staff                                                         | The Seattle Times               | lobende Erwähnung |
| 2002 | Staff                                                         | The Dayton Daily News           | lobende Erwähnung |
| 2003 | Sean Naylor                                                   | Army Times                      | [ 14 ]            |
| 2003 | Staff                                                         | South Florida Sun-Sentinel      | lobende Erwähnung |
| 2003 | Michael Berens                                                | Chicago Tribune                 | lobende Erwähnung |
| 2004 | Russell Corollo und Mei-ling Hopgood                          | Dayton Daily News               | [ 15 ]            |
| 2004 | Christopher H. Schmitt und Edward T. Pound                    | U.S. News & World Report        | lobende Erwähnung |
| 2004 | Michael Hudson                                                | Southern Exposure Magazine      | lobende Erwähnung |
| 2004 | Warren P. Strobel und Jonathan S. Landy                       | Knight Ridder                   | lobende Erwähnung |
| 2004 | Rod Nordland und Michael Hirsh                                | Newsweek                        | lobende Erwähnung |
| 2004 | Sami Yousafzai, Ron Moreau, und Michael Hirsh                 | Newsweek                        | lobende Erwähnung |
| 2004 | Fareed Zakaria                                                | Newsweek                        | lobende Erwähnung |
| 2005 | Mark Fainaru-Wada und Lance Williams                          | The San Francisco Chronicle     | [ 16 ]            |
| 2005 | Donald Barlett und James Steele                               | Time Magazine                   | lobende Erwähnung |
| 2006 | Marcus Stern und Jerry Kammer                                 | Copley News Service             | [ 17 ]            |
| 2006 | Staff                                                         | Time Magazine                   | lobende Erwähnung |
| 2006 | Russell Carollo und Larry Kaplow                              | Dayton Daily News               | lobende Erwähnung |
| 2007 | Joan Ryan                                                     | The San Francisco Chronicle     | [ 18 ]            |
| 2008 | Paul Shukovsky, Tracy Johnson und Daniel Lathrop              | Seattle Post-Intelligencer      | [ 19 ]            |
| 2009 | Michael J. Berens und Ken Armstrong                           | The Seattle Times               | [ 20 ]            |
| 2010 | Suzanne Bohan und Sandy Kleffman                              | Contra Costa, California, Times | [ 21 ]            |
| 2011 | Michael Berens                                                | The Seattle Times               | [ 22 ]            |
| 2012 | Matt Apuzzo, Adam Goldman, Eileen Sullivan und Chris Hawley   | Associated Press                | [ 23 ]            |